# العلاقات الفلبينية النمساوية
العلاقات الفلبينية النمساوية هي العلاقات الثنائية التي تجمع بين الفلبين والنمسا.

## مقارنة بين البلدين
هذه مقارنة عامة ومرجعية للدولتين:
| وجه المقارنة                                              | الفلبين                       | النمسا                                                    |
| --------------------------------------------------------- | ----------------------------- | --------------------------------------------------------- |
| المساحة (كم2)                                             | 343.45 ألف                    | 83.86 ألف                                                 |
| عدد السكان (نسمة)                                         | 104.92 مليون                  | 8.81 مليون                                                |
| الكثافة السكانية (ن./كم²)                                 | 305.49                        | 105.06                                                    |
| العاصمة                                                   | مانيلا                        | فيينا                                                     |
| اللغة الرسمية                                             | اللغة الفلبينية، لغة إنجليزية | اللغة الألمانية، لغة الإشارة النمساوية ‏                   |
| العملة                                                    | بيسو فلبيني                   | يورو، شلن نمساوي، رايخ مارك، شلن نمساوي                   |
| الناتج المحلي الإجمالي (بليون دولار)                      | 313.60 مليار                  | 416.60 مليار                                              |
| الناتج المحلي الإجمالي (تعادل القوة الشرائية) بليون دولار | 743.90 مليار                  | 426.99 مليار                                              |
| الناتج المحلي الإجمالي الاسمي للفرد دولار أمريكي          | 2.90 ألف                      | 43.77 ألف                                                 |
| الناتج المحلي الإجمالي للفرد دولار أمريكي                 | 7.39 ألف                      | 47.68 ألف                                                 |
| مؤشر التنمية البشرية                                      | 0.668                         | 0.885                                                     |
| رمز المكالمات الدولي                                      | +63                           | +43                                                       |
| رمز الإنترنت                                              | .ph                           | .at                                                       |
| المنطقة الزمنية                                           | توقيت الفلبين                 | توقيت وسط أوروبا، ت ع م+01:00، ت ع م+02:00، أوروبا/فيينا ‏ |

## منظمات دولية مشتركة
يشترك البلدان في عضوية مجموعة من المنظمات الدولية، منها:
| علم المنظمة | اسم المنظمة                               | تاريخ انضمام الفلبين | تاريخ انضمام النمسا |
| ----------- | ----------------------------------------- | -------------------- | ------------------- |
|             | وكالة ضمان الاستثمار متعدد الأطراف        | 8 فبراير 1994        | 16 ديسمبر 1997      |
|             | منظمة الشرطة الجنائية الدولية             | ?                    | ?                   |
|             | منظمة حظر الأسلحة الكيميائية              | ?                    | ?                   |
|             | منظمة التجارة العالمية                    | 1995                 | ?                   |
|             | الفريق المعني برصد الأرض                  | ?                    | ?                   |
|             | الأمم المتحدة                             | 24 أكتوبر 1945       | 14 ديسمبر 1955      |
|             | مؤسسة التمويل الدولية                     | 12 أغسطس 1957        | 28 سبتمبر 1956      |
|             | يونسكو                                    | 21 نوفمبر 1946       | 13 أغسطس 1948       |
|             | مؤسسة التنمية الدولية                     | 28 أكتوبر 1960       | 28 يونيو 1961       |
|             | بنك التنمية الآسيوي                       | 1966                 | 1966                |
|             | البنك الدولي للإنشاء والتعمير             | 27 ديسمبر 1945       | 27 أغسطس 1948       |
|             | المركز الدولي لتسوية المنازعات الاستشارية | 17 ديسمبر 1978       | 24 يونيو 1971       |
|             | الاتحاد البريدي العالمي                   | ?                    | ?                   |
|             | الاتحاد الدولي للاتصالات                  | 25 مايو 1912         | 1866                |

## وصلات خارجية
- موقع وزارة الخارجية الفلبينية
- موقع وزارة الخارجية النمساوية